# Yaginumia sia
Yaginumia sia là một loài nhện trong họ Araneidae.
Loài này thuộc chi Yaginumia. Yaginumia sia được Embrik Strand miêu tả năm 1906.